# Orthoraphis
Orthoraphis é um gênero de mariposa pertencente à família Crambidae.